# 廣義相對論
廣義相对论（英語：General Relativity）是現代物理中基于相对性原理利用几何语言描述的引力理论。该理论由阿尔伯特·爱因斯坦等人自1907年开始发展，最终在1915年基本完成。广义相对论将经典的牛顿万有引力定律與狭义相对论加以推廣。在广义相对论中，引力被描述为时空的一种几何属性（曲率），而时空的曲率则通过爱因斯坦场方程和处于其中的物质及辐射的能量與动量联系在一起。

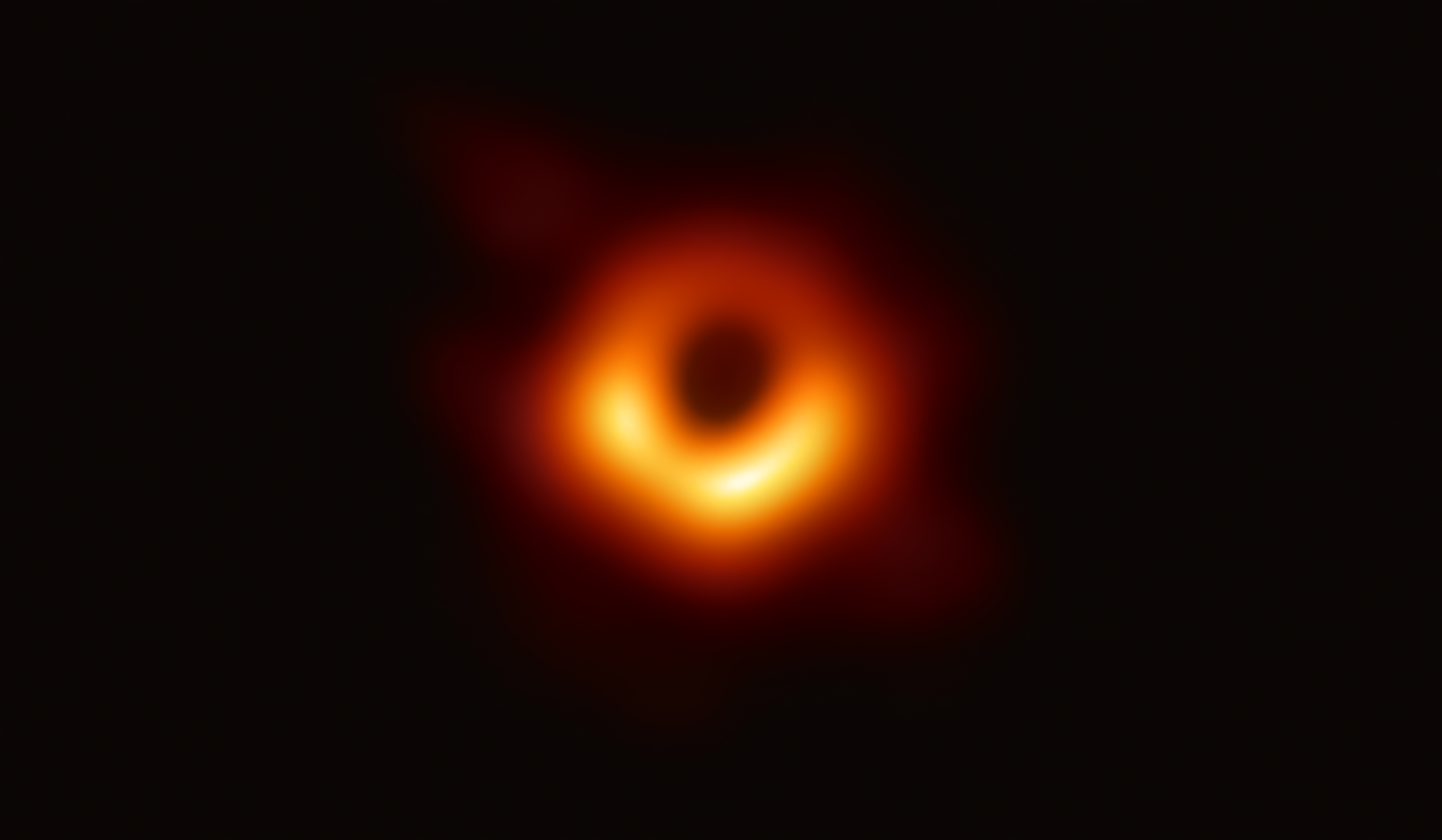
在室女A星系中心的黑洞，此為人類首次觀測並得到確認的黑洞影像

从广义相对论得到的部分预言和经典物理中的对应预言非常不同，尤其是有关时间流易、空间几何、自由落体的运动以及光的传播等问题，例如引力场内的时间膨胀、光的引力红移和引力时间延迟效应。广义相对论的预言至今为止已经通过了所有观测和实验的验证——广义相对论虽然并非当今描述引力的唯一理论，但却是能够与实验数据相符合的最简洁的理论。不过仍然有一些问题至今未能解决。最为基础的即是广义相对论和量子物理的定律应如何统一以形成完备并且自洽的量子引力理论。
爱因斯坦的广义相对论理论在天体物理学中有着非常重要的应用。比如它预言了某些大质量恒星终结后，会形成时空极度扭曲以至于所有物质（包括光）都无法逸出的区域，黑洞。有证据表明恒星质量黑洞以及超大质量黑洞是某些天体例如活动星系核和微类星体发射高强度辐射的直接成因。光线在引力场中的偏折会形成引力透镜现象，这使得人们可能观察到处于遥远位置的同一个天体形成的多个像。广义相对论还预言了引力波的存在。引力波已经由激光干涉引力波天文台在2015年9月直接观测到。此外，广义相对论还是现代宇宙学中的膨胀宇宙模型的理论基础。

## 历史

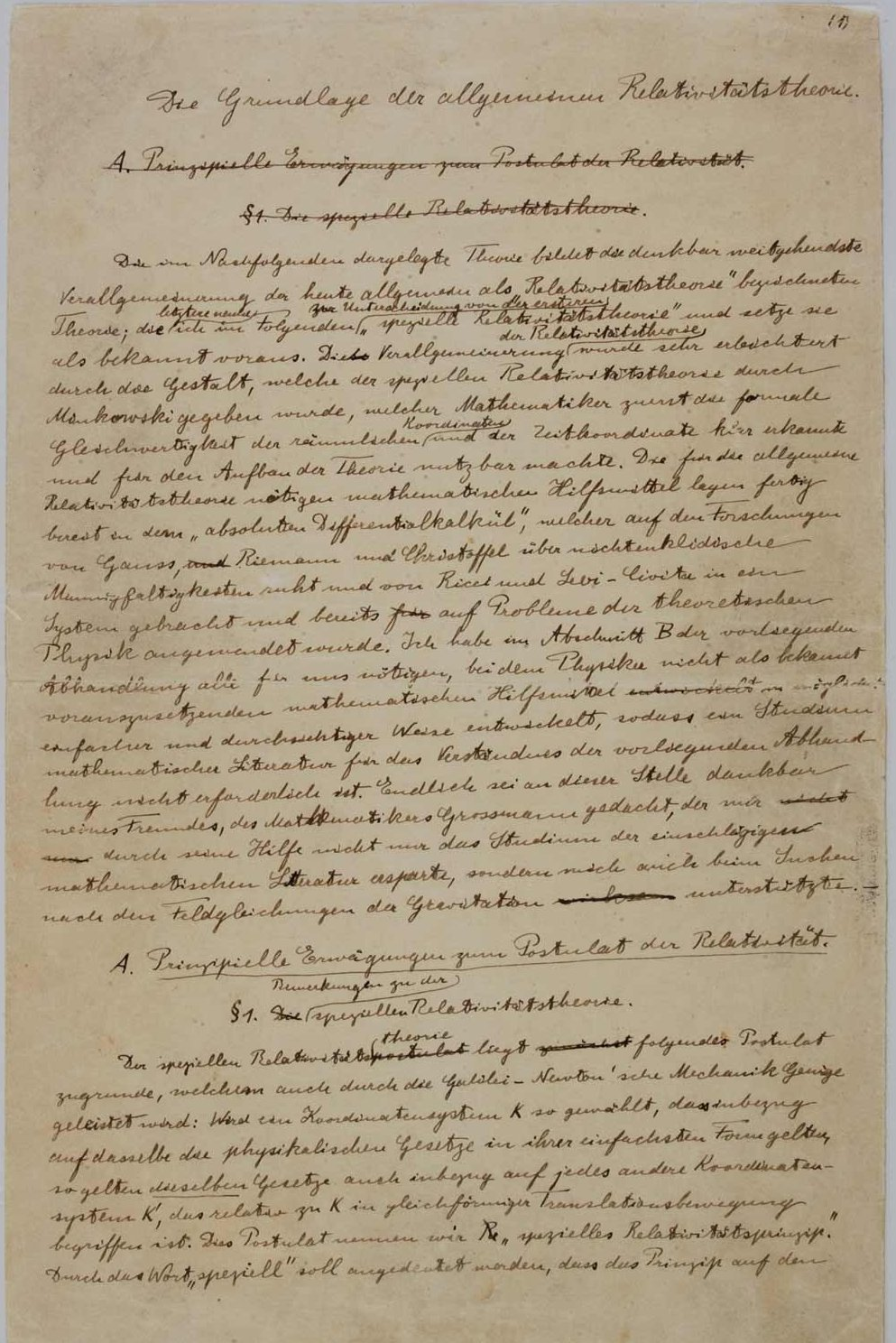
爱因斯坦解释广义相对论的手稿扉页

1905年爱因斯坦发表狭义相对论后，他开始着眼於如何将引力纳入狭义相对论框架的思考。以一个处在自由落体状态的观察者的理想实验为出发点，他从1907年开始了长达八年的对引力的相对性理论的探索。在历经多次弯路和错误之后，他於1915年11月在普鲁士科学院上作了发言，其内容正是著名的爱因斯坦引力场方程。这个方程描述了处于时空中的物质是如何影响其周围的时空几何，并成为了爱因斯坦的广义相对论的核心。
爱因斯坦的引力场方程是一个二阶非线性偏微分方程组，在数学上想要求得其方程的解是一件非常困难的事。爱因斯坦运用了很多近似方法，从引力场方程得出了很多最初的预言。不过很快天体物理学家卡尔·史瓦西就在1916年得到了引力场方程的第一个非平庸精确解——史瓦西度规，这个解是研究星体引力坍缩的最终阶段，即黑洞的理论基础。在同一年，将史瓦西几何扩展到带有电荷的质量的研究工作也开始进行，其最终结果就是雷斯勒-诺斯特朗姆度规，其对应的是带电荷的静态黑洞。1917年爱因斯坦将广义相对论理论应用于整个宇宙，开创了相对论宇宙学的研究领域。考虑到同时期的宇宙学研究中静态宇宙的学说仍广獲接受，爱因斯坦在他的引力场方程中添加了一个新的常数，後被人們稱為宇宙常数项，以求得和当时的“观测”相符合。然而到了1929年，哈勃等人的观测表明我们的宇宙处在膨胀状态，而相应的膨胀宇宙解早在1922年就已经由亚历山大·弗里德曼从他的弗里德曼方程（同样由爱因斯坦重力场方程式推出）得到，这个膨胀宇宙解不需要任何附加的宇宙常数项。比利時神父勒梅特应用这些解构造了宇宙大爆炸的最早模型，模型预言宇宙是从一个高温高致密状态演化来的。爱因斯坦其后承认，添加宇宙常数项在方程裡是他一生中犯下的最大错误。
在那个时代，广义相对论被視為一種古怪的異論，但由于它和狭义相对论相融，并能够解释很多牛顿引力无法解释的现象，因此它很明顯優於牛顿理论。爱因斯坦本人在1915年证明了广义相对论能夠解释水星轨道的反常近日点进动现象，其过程不需要任何附加参数（所谓“敷衍因子”）。另一个著名的实验验证是由亚瑟·爱丁顿爵士率领的探险队在非洲的普林西比岛观测到的日食时的光线在太阳引力场中的偏折，其偏折角度和广义相对论的预言完全相符（是牛顿理论预言的偏折角的两倍），这一发现随后為全球报纸所竞相报导，一时间使爱因斯坦的理论名声赫赫。但是直到1960年至1975年间，广义相对论才真正进入了理论物理和天体物理主流研究的视野，这一时期被人們稱作广义相对论的黄金时代。物理学家逐渐理解了黑洞的概念，并能够通过天体物理学的性质从类星体中识别黑洞。在太阳系内能够进行的更精确的广义相对论的实验验证进一步展示了广义相对论非凡的预言能力，而相对论宇宙学的预言也同样经受住了实验观测的检验。

## 从经典力学到广义相对论
理解广义相对论的最佳方法之一是从经典力学出发比较两者的异同点：这种方法首先需要认识到经典力学和牛顿引力也可以用几何语言来描述，而将这种几何描述和狭义相对论的基本原理放在一起对理解广义相对论具有启发性作用。

### 牛顿引力的几何学
经典力学的一个基本原理是：任何一个物体的运动都可看作是一个不受任何外力的自由运动（惯性运动）和一个偏离于这种自由运动的组合。这种偏离来自于施加在物体上的外力作用，其大小和方向遵循牛顿第二定律（外力大小等于物体的惯性质量乘以加速度，方向与加速度方向相同）。而惯性运动与时空的几何性质直接相关：经典力学中在标准参考系下的惯性运动是匀速直线运动。用广义相对论的语言说，惯性运动的轨迹是时空几何上的最短路径（测地线），在闵可夫斯基时空中是直的世界线。

小球落到正在加速的火箭的地板上（左）和落到地球上（右），处在其中的观察者会认为这两种情形下小球的运动轨迹没有什么区别

反过来，原则上讲也可以通过观察物体的运动状态和外力作用（如附加的电磁力或摩擦力等）来判断物体的惯性运动性质，从而用来定义物体所处的时空几何。不过，当有引力存在时这种方法会产生一些含糊不清之处：牛顿万有引力定律以及多个彼此独立验证的相关实验表明，自由落体具有一个普遍性（这也被人們稱作弱等效原理，亦即惯性质量与引力质量等价），即任何测试质量的自由落体的轨迹只和它的初始位置和速度有关，与构成测试质量的材质等无关。
这一性质的一个简化版本可以通过爱因斯坦的理想实验来说明，如右图所示：对于一个处在狭小的封闭空间中的观察者而言，无法通过观测落下小球的运动轨迹来判断自己是处于地面上的地球引力场中，还是处于一艘无引力作用但正在加速的火箭裡（加速度等于地球引力场的重力加速度）；而作为对比，处于电磁场中的带电小球运动和加速参考系中的小球运动则是可以通过不同小球携带不同的电量来区分的。而由于引力场在空间中存在分布的变化，弱等效原理需要加上局域的条件，即在足够小的时空区域内引力场中的自由落体运动和均一加速参考系中的惯性运动是完全相同的。
由于自由落体的普遍性，惯性运动（实验中的火箭内）和在引力场中的运动（实验中的地面上）是无法通过观察来区分的。这是在暗示一类新的惯性运动的定义，即在引力作用下的自由落体也属于惯性运动。通过这种惯性运动则可以重新定义周围的时空几何：从数学來看，引力场中惯性运动的轨迹是彎曲時空的测地线，彎曲時空代表了引力對於物體的軌跡所產生的效應。

### 相对论的概括
牛顿引力的几何理论尽管看上去很有趣，但这一理论的基础经典力学不过是（狭义）相对论力学的一个特例。用对称的语言来说，在不考虑引力的情形下物理学具有洛伦兹不变性，而并非经典力学所具有的伽利略不变性。(狭义相对论的对称性包含在庞加莱群中，它除了包含有洛伦兹变换所包含的洛伦兹递升和旋转外还包含平移不变性。)在研究对象的速度接近光速或者高能的情形下这两者的区别逐渐变得明显。
在洛伦兹对称性下可以引入光锥的概念（见左图），光锥构成了狭义相对论中的因果结构：对于每一个发生在时空中的事件A，原则上有能够通过传播速度小于光速的信号或相互作用影响到事件A或被事件A影响的一组事件（具有因果联系），例如图中的事件B；也有一组不可能互相影响的事件（不具有因果联系），例如图中的事件C；而这些事件间有无因果联系都与观测者无关。将光锥和自由落体的世界线联系起来可以导出时空的半黎曼度規，至少準確至一个正值标量因子，在数学上这是共形结构的定义。
狭义相对论的建立改变了人们对质量唯一性的观念：质量不过是系统能量和动量的一种表现形式，这使得爱因斯坦着手将弱等效原理纳入一个更广泛的框架中：处于封闭空间中的观察者无论采用什么测量方法（而不仅限于投掷小球）都无法区分自己是处于引力场还是加速参考系中。这种概括成为了著名的爱因斯坦等效原理：在足够小的时空区域中物理定律約化成狭义相对论中的形式；而不可能通过局域的实验来探测到周围引力场的存在。狹義相對論是建立於引力可以被忽略的前提，因此，對於引力可以被忽略的實際案例，這是一個合適的模型。如果考虑引力的存在并假设爱因斯坦等效原理成立，则可知宇宙间不存在全域的惯性系，而只存在跟随着自由落体的粒子一起运动的局域近似惯性系。用时空弯曲的语言来说，在无引力作用的惯性系裡的幾條筆直类时世界线，在实际时空中會變得彼此相互弯曲，这意味着引力的引入会改变时空的几何结构。
实验数据表明，处于引力场中的时钟测量出的时间——或者用相对论的语言称为固有时——并不服从狭义相对论定律的制约。用时空几何的语言来说，这是由于所测量的时空并非闵可夫斯基度规。对于牛顿引力理论而言这暗示着一种更一般的几何学。在微小尺度上所有处于自由落体状态的参考系都是等效的，并且都可近似为闵可夫斯基性质的平直度规。而接下来我们正在处理的是对闵可夫斯基时空的弯曲化的一般性概括，所用到的度规张量定义的所在的时空几何——具体说来是时空中的长度和角度是如何测量的——并不是狭义相对论的闵可夫斯基度规，这廣義化的度规被人們稱作半黎曼度规或伪黎曼度规。并且每一种黎曼度规都自然地与一种特别的联络相关联，这种联络被人們稱為列维-奇维塔联络；事实上这种联络能够满足爱因斯坦等效原理的要求并使得时空具有局域的闵可夫斯基性（这是指在一个适合的局域惯性坐标系下度规是闵可夫斯基性的，其度规的导数和连接系数即克里斯托费尔符号都为零。）。

### 爱因斯坦方程
在建立了描述引力效应的相对论性几何化版本后，还有一个关于引力的起源问题没有解决。在牛顿理论中，引力来源于质量，而在狭义相对论中，质量的概念被包含在更具有一般性的能量-动量张量中。这个张量包含了对系统的能量和动量的密度，以及应力（即压强和剪应力的统称）的描述，通过等效原理就可以将能量-动量张量概括到弯曲的时空几何中去。如果和几何化的牛顿引力作进一步的类比，可以很自然地通过一个场方程将能量-动量张量和里奇张量联系起来，而里奇张量正描述了潮汐效应的一类特殊情形：一团初始状态为静止的测试粒子形成的云的体积会由于这群测试粒子作自由落体运动而变化。在狭义相对论中，能量-动量张量的守恒律在数学上对应着它的散度为零，而这一守恒律也可以被概括到更一般的弯曲时空中，其方法是将经典的偏导数替换为它们在曲面流形上的对应物：协变导数。在这一附加条件下，能量-动量张量的协变散度，以及场方程右边所有可能出现的项统统为零，这一组简洁的方程表述被称作爱因斯坦引力场方程：
{\displaystyle R_{ab}-{\textstyle 1 \over 2}R\,g_{ab}=\kappa T_{ab}.\,}
方程左边是一个由里奇张量{\displaystyle R_{ab}\,}构成的并且散度为零的特别组合，这种组合被称作爱因斯坦张量。特别地，
{\displaystyle R=R_{cd}g^{cd}\,}
是时空曲率的里奇标量。而里奇张量本身与更一般化的黎曼张量之间的关系为
{\displaystyle \quad R_{ab}={R^{d}}_{adb}.\,}
方程右边的{\displaystyle T_{ab}\,}是能量-动量张量。将引力场方程的理论和对行星轨道实际观测的结果（或等价地考虑到弱场低速时近似为牛顿引力理论）相比较，可得到方程中的比例常数{\displaystyle \kappa =8\pi G/c^{4}\,}，其中{\displaystyle G\,}是万有引力常数而{\displaystyle c\,}是光速。当没有物质存在时能量-动量张量为零，这时的爱因斯坦场方程的形式化简为所谓真空解法：
{\displaystyle R_{ab}=0.\,}
某些广义相对论的替代理论在基于同样的前提下通过附加其他准则或约束得到了形式不一样的引力场方程，例如爱因斯坦-嘉当理论。

## 定义和基础应用
前一章节概括介绍了确立广义相对论的基本内容所需的信息，并指出了广义相对论理论的几个关键性质。那么随之而来的问题是，广义相对论对物理学究竟有多重要的意义；具体说来，如何从广义相对论理论建立具有应用价值的具体物理模型呢？

### 定義和基本性質
廣義相对论是引力的度规理论，其核心是爱因斯坦场方程。场方程描述的是用四维半黎曼流形所描述的时空几何学，与处在时空中物质的能量-动量张量之间的关系。经典力学中由引力引起的现象（例如自由落体、星体轨道运动、航天器轨道等），在广义相对论中对应着在弯曲时空中的惯性运动，即没有所谓外来的引力使得物体的运动偏离它们原本的自然直线运动路径。引力本身是时空属性的几何学改变，使处在其中的物体沿着时空中最短的路径作惯性运动；而反过来时空的曲率是由处在时空中的物质的能量-动量张量改变的。用约翰·惠勒的话来解释说：时空告诉物体如何运动，物体告诉时空如何弯曲。
广义相对论用一个对称的二阶张量替换了经典力学中的引力标量势，不过前者在某些极限情形下会退化为后者。在弱引力场并且速度远小于光速的前提下，相对论的结果和牛顿经典理论的结果是重合的。
广义相对论是用张量表示的，这是其广义协变性的体现：广义相对论的定律——以及在广义相对论框架中得到的物理定律——在所有参考系中具有相同的形式。并且，广义相对论本身并不包含任何不变的几何背景结构，这使得它能够满足更严格的广义相对性原理：物理定律的形式在所有的观察者看来都是相同的。而广义相对论认为在局域由于有等效原理的要求，时空是闵可夫斯基性的，物理定律具有局域洛伦兹不变性。

### 物理模型的建立
广义相对论性的模型建立的核心内容是爱因斯坦场方程的解。在爱因斯坦场方程和一个附加描述物质属性的方程（类似于麦克斯韦方程组和介质的本构方程）同时已知的前提下，爱因斯坦场方程的解包含有一个确定的半黎曼流形（通常由特定坐标下得到的度规给出），以及一个在这个流形上定义好的物质场。物质和时空几何一定满足爱因斯坦场方程，因此特别地物质的能量-动量张量的协变散度一定为零。当然，物质本身还需要满足描述其属性的附加方程。因此可以将爱因斯坦场方程的解简单理解为一个由广义相对论制约的宇宙模型，其内部的物质还同时满足附加的物理定律。
爱因斯坦场方程是非线性的偏微分方程组，因此想要求得其精确解十分困难。尽管如此，仍有相当数量的精确解被求得，但僅有一些具有物理上的直接应用。其中最著名的精确解，同时也是从物理角度来看最令人感兴趣的解包括史瓦西解、雷斯勒-诺斯特朗姆解、克尔解，每一个解都对应着特定类型的黑洞模型；以及弗里德曼-勒梅特-罗伯逊-沃尔克解和德西特宇宙，每一个解都对应着一个膨胀的宇宙模型。纯粹理论上比较有趣的精确解还包括哥德尔宇宙（暗示了在弯曲时空中进行时间旅行的可能性）、Taub-NUT解（一种均匀却又各向异性的宇宙模型）、反德西特空间（近年来由于超弦理论中的马尔达西那假说的提出而变得知名）。
寻找爱因斯坦场方程的精确解并非易事，因此在更多场合下爱因斯坦场方程的解是通过计算机采用数值积分的方法，或者对精确解作微扰求得的近似解。在数值相对论这一分支中，人们使用高性能的计算机来数值模拟时空几何，以用于数值求解两个黑洞碰撞等有趣场合下的爱因斯坦场方程。原则上只要计算机的运算能力足够强大，数值相对论的方法就可以应用到任何系统中，从而有可能对裸奇点等基础问题做出解答。另一种求得近似解的方法是借助于像线性化引力和后牛顿力学近似方法这样的微扰理论，这两种微扰方法都是由爱因斯坦发展的，其中后者为求解时空内分布的物体速度远小于光速时的时空几何提供了系统的方法。后牛顿力学近似方法是一系列展开项，第一项对应着牛顿引力，而后面的微扰项对应着广义相对论理论对牛顿力学所作的修正。这种近似展开的一种扩展方法是参数化后牛顿形式，应用这种方法可以量化地比较广义相对论和其替代理论的预言结果。

## 爱因斯坦理论的后续
广义相对论对物理学的影响非常深远，其引发了诸多理论和实验的研究成果。其中一部分是从广义相对论的定律中直接导出的，而有些则从广义相对论发表至今经过长久的研究才逐渐变得明朗。

### 引力时间膨胀和引力红移

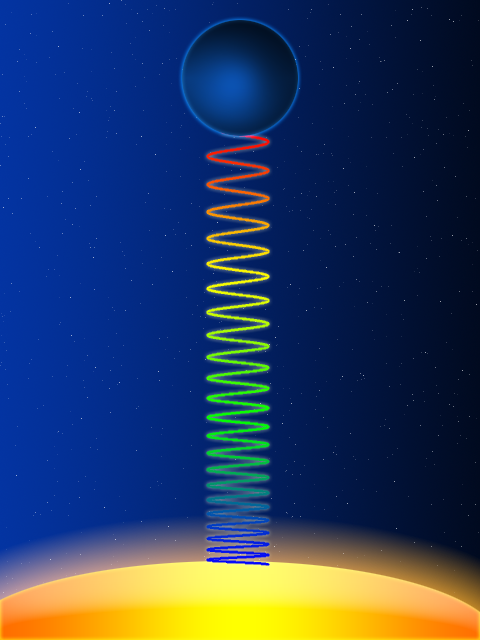
光波从一个大质量物体表面出射时频率会发生红移

如果等效原理成立，则可得到引力会影响时间流易的结论。射入引力势阱中的光会发生蓝移，而相反从势阱中射出的光会发生红移；归纳而言这两种现象被称作引力红移。更一般地讲，当有一个大质量物体存在时，对于同一个过程在距离大质量物体更近时会比远离这个物体时进行得更慢，这种现象叫做引力时间膨胀。
引力红移已经在实验室中及在天文观测中得到证实和测量，而地球引力场中的引力时间延缓效应也已经通过原子钟进行过多次测量。当前的测量表明地球引力场的时间延缓会对全球定位系统的运行产生一定影响。这种效应在强引力场中的测试是通过对脉冲双星的观测完成的，所有的实验结果都和广义相对论相符。不过在当前的测量精度下，人们还不能从中判断这些观测到底更支持广义相对论还是同样满足等效原理的其他替代理论。

### 光线偏折和引力时间延迟

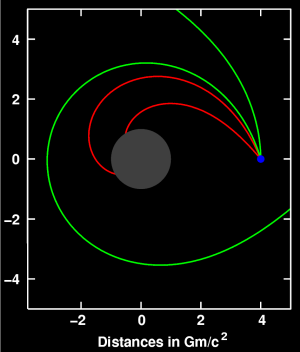
从光源（图中蓝点表示）发射出的光线在途径一个致密星体（图中灰色区域表示）时发生的光线偏折

广义相对论预言光子的路径在引力场中会发生偏折，即当光子途径一个大质量物体时路径会朝向物体发生弯曲。这种效应已经通过对来自遥远恒星或类星体的光线途径太阳时的路径观测得到证实。
这种现象（以及其他相关现象）的原因是光具有被称作类光的（或被称作零性的）测地线——相对于在经典物理中光的传播路线是直线，类光的（或零性的）测地线是广义相对论的相应概括，来源于狭义相对论中的光速不变原理。选取了合适的时空几何（例如黑洞视界外的史瓦西解，或后牛顿展开项）就可以进一步看到引力场对光的传播的影响，这种影响是纯粹广义相对论性的。即是说尽管从经典力学出发，通过计算中心质量对光子的经典散射也可以得到光线的偏折效应，但从这种经典方法得到的偏折角度只有广义相对论结果的一半。
和光线偏折现象密切相关的另一现象是引力时间延迟效应（或称作夏皮罗延迟效应），这种现象是指在引力场中光的传播时间要比无引力场的情形下要长，这种效应已经被多个观测成功证实。在参数化后牛顿形式中，对光线偏折和对时间延迟的测量共同决定了一个参数{\displaystyle \gamma \,}，这个参数表征了引力对时空几何的影响。

### 引力波

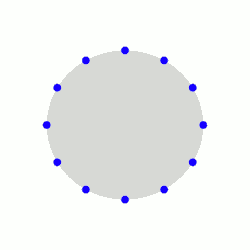
悬浮在空间中的静止粒子排列成的环

测试粒子受到引力波的作用

弱引力场和电磁场相比有一个重要类同之处：类似于随时间变化的电磁场会辐射电磁波，引力场也有可能会辐射引力波。引力波有如时空度规的涟漪，以光速在空间中传播。最简单的一类情形如右所示：排列成一个环状的自由悬浮粒子（右上静态图像），当有一束正弦引力波穿过这个环并朝向读者传播时，引力波会将这个环以一种具有特征性和旋律性的方式扭曲（右下动画）。由于爱因斯坦场方程是非線性的，强引力场中的任意强度的引力波不满足线性叠加原理。但在弱场情形下可采用线性近似，由于从遥远的天体辐射出的引力波到达地球时已经非常微弱，这时线性化的引力波已经足以精确描述其到达地球时的强度，其引起的空间距离的相对变化大约在10−21或更低。这些线性化的引力波是可以进行傅里叶分解的，对这些引力波信号进行的数据分析正是基于这个原理。
场方程的个别精确解能够在不借助任何近似条件的前提下描述引力波，如一束传遍整个空间的波列，以及所谓高蒂宇宙（多种充满引力波的膨胀宇宙的总称）。不过对于天体物理学意义上的引力辐射而言，例如黑洞双星的合并过程，后牛顿力学近似方法、微扰理论或数值相对论等近似途径是仅有的处理手段。

### 轨道效应
对于作轨道运动的物体，广义相对论和经典力学的预言在很多地方有所不同。广义相对论预言公转星体的轨道会发生总体的旋转（进动），而轨道本身也会由于引力辐射而发生衰减。

#### 近星点的进动

行星绕恒星作公转的经典力学轨道（红）和广义相对论轨道（蓝）比较

广义相对论中，任意轨道的拱点（轨道上最接近或最远离系统质心的点）会发生进动，这使得轨道不再是椭圆，而是一个绕着质心旋转的准椭圆轨道，其总体上看接近于玫瑰线的形状。爱因斯坦最早通过近似度规来表示牛顿力学的极限，并将轨道运动的物体看作一个测试质点从而在理论上得到了这一结果。这一结果的重要性在于，它能够最简洁地解释天文学家于尔班·勒威耶在1859年发现的水星近日点的反常进动，而这对于当时的爱因斯坦而言是最终确认引力场方程的正确形式的一个重要依据。
从精确的史瓦西度规或采用更为一般的后牛顿力学近似形式也能够推导出这种效应。从本质上说，这种进动是由于引力对时空几何的影响，以及对物体引力的自能量的贡献（其意义包含在爱因斯坦场方程的非线性中）。现在已经观测到了所有能够进行精确轨道进动测量的太阳系行星（水星、金星、地球）的相对论进动，而且已经观察到某些脉冲双星系统的轨道进动效应，其效应要比太阳系内行星高出五个数量级。

#### 轨道衰减

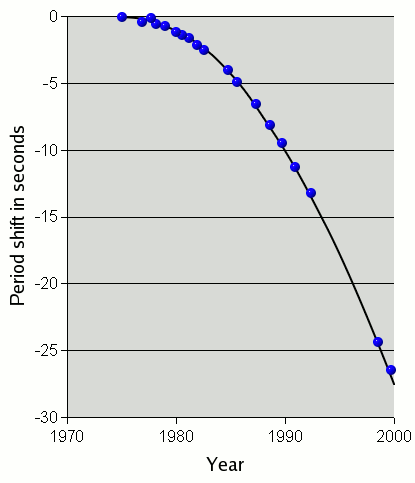
对脉冲双星PSR1913+16的周期变化长达三十年的观测，其周期变化在秒量级内

根据广义相对论，一个双星系统会通过引力辐射损失能量。尽管这种能量损失一般相当缓慢，却会使双星逐渐接近，同时轨道周期也会减小。在太阳系内的两体系统或者一般的双星中，这种效应十分微弱，难以观测。然而对于一个密近脉冲双星系统而言，在轨道运动中它们会发射极度规律的脉冲信号，地球上的接收者从而能够将这个信号序列作为一个高度精确的时钟。这个精确的时钟是用来精确测量脉冲双星轨道周期的最佳工具。并且由于组成脉冲双星的恒星是中子星，其致密性能导致有较多部分的能量以引力辐射的形式传播出去。
最早观测到这种因引力辐射导致的轨道周期衰减的实验是由赫尔斯和泰勒完成的。他们在1974年发现了PSR 1913+16。它所属的双星系统的轨道衰减间接证实了引力波的存在。二人因为这项工作获得1993年的诺贝尔物理学奖。从那以后，科学家发现了更多的脉冲双星，值得一提的是。它的两个成员都是脉冲星。

### 测地线效应和参考系拖拽
有些相对论效应与坐标的方向性有关，其一是测地线效应，例如一个在弯曲时空中作自由落体运动的陀螺的自转轴会因此而改变，即使陀螺的自转轴方向在运动过程中尽可能保持一直稳定（即所谓在曲面上作“平行输运”）。地球-月球系统的测地线效应已经通过月球激光测距实验得到验证。近年来物理學者通过引力探测器B卫星测量测试质量在地球引力场中的测地线效应，其结果和理论值的误差小于0.3%。
在一个旋转质量的周围还会产生引力磁性以及更一般的参考系拖拽效应，观察者会认为旋转质量对周围的时空产生拖拽效应，处于旋转质量周围的物体会因此发生坐标改变。一个极端的版本是旋转黑洞的所谓能层区域，当有任何物体进入旋转黑洞的能层时都会不可避免地随着黑洞一起发生转动。理论上这种效应也可以通过观察其对一个自由落体状态的陀螺自转方向的影响进行验证。在存在争议的卫星实验中参考系拖拽效应得到了初步证实。火星全球探勘者號在火星獲得的數據資料，也被用來做廣義相對論的參考系拖拽實驗。

## 天体物理学上的应用

### 引力透镜

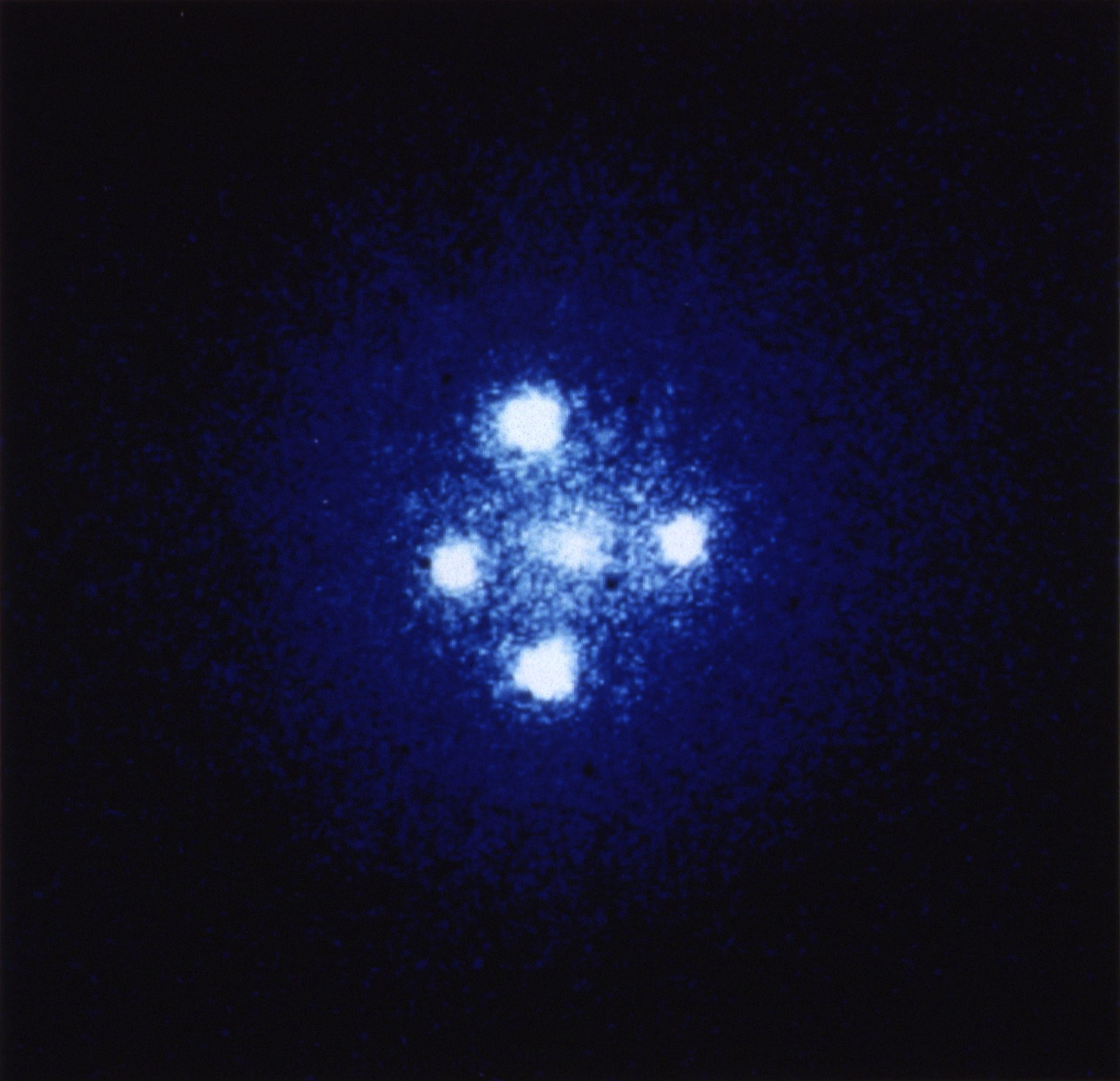
爱因斯坦十字：同一个天体在引力透镜效应下的四个成像

引力场中光线的偏折效应是一类新的天文现象的原因。当观测者与遥远的观测天体之间还存在有一个大质量天体，当观测天体的质量和相对距离合适时观测者会看到多个扭曲的天体成像，这种效应被称作引力透镜。受系统结构、尺寸和质量分布的影响，成像可以是多个，甚至可以形成被称作爱因斯坦环的圆环，或者圆环的一部分弧。最早的引力透镜效应是在1979年发现的，至今已经发现了超过一百个引力透镜。即使这些成像彼此非常接近以至于无法分辨——这种情形被称作微引力透镜——这种效应仍然可通过观测总光强变化测量到，很多微引力透镜也已经被发现。
引力透镜已经发展成为观测天文学的一个重要工具，它被用来探测宇宙间暗物质的存在和分布，并成为了用于观测遥远星系的天然望远镜，还可对哈勃常数做出独立的估计。引力透镜观测数据的统计结果还对星系结构演化的研究具有重要意义。

### 引力波天文学

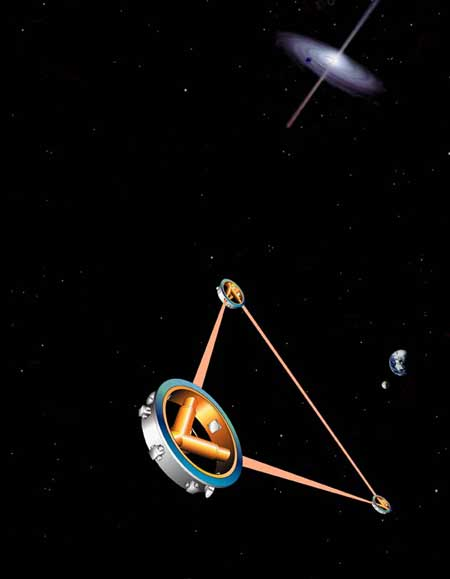
艺术家的构想图：激光空间干涉引力波探测器LISA

对脉冲双星的观测是间接证实引力波存在的有力证据（参见上文轨道衰减一节），对来自宇宙深处的引力波的直接观测也实现了，这是相对论前沿研究的主要课题之一。现在已经有相当数量的地面引力波探测器持續投入运行，最值得注目的干涉引力波探测器是GEO600、激光干涉引力波天文台（包括三架激光干涉引力波探测器）、TAMA300和VIRGO欧洲獨立在太空中操作的激光干涉探测器新引力波天文台现在正处于开发阶段，其先行测试计划LISA探路者（LISA Pathfinder）于2014年底之前正式发射升空。
人们可以通过引力波探测获取一些从电磁波观测结果中得不到的信息，比如引力波波源的部分细节。这些从未被真正了解过的信息可能来自于黑洞、中子星或白矮星等致密星体，可能来自于某些超新星爆发，甚至可能来自宇宙诞生极早期的暴脹时代的某些烙印，例如假想的宇宙弦。
2016年2月11日，雷射干涉重力波天文台（LIGO）團隊於華盛頓舉行的一場記者會上宣布人類對於重力波的首個直接探測結果。所探測到的重力波來源於雙黑洞融合。兩個黑洞分別估計為29及36倍太陽質量，這次探測為物理學家史上首次由地面直接成功探測重力波。

### 黑洞和其它致密星体

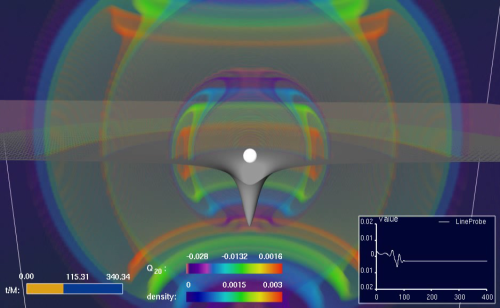
基于广义相对论理论的计算机模拟一颗恒星坍缩为黑洞并释放出引力波的过程

广义相对论预言了黑洞的存在，即当一个星体足够致密时，其引力使得时空中的一块区域极端扭曲以至于光都无法逸出。在当前被广为接受的恒星演化模型中，一般认为大质量恒星演化的最终阶段的情形包括1.4倍左右太阳质量的恒星演化为中子星，而数倍至几十倍太阳质量的恒星演化为恒星质量黑洞。具有几百万倍至几十亿倍太阳质量的超大质量黑洞被认为定律性地存在于每个星系的中心，一般认为它们的存在对于星系及更大的宇宙尺度结构的形成具有重要作用。
在天文学上致密星体的最重要属性之一是它们能够极有效率地将引力能量转换为电磁辐射。恒星质量黑洞或超大质量黑洞对星际气体和尘埃的吸积过程被认为是某些非常明亮的天体的形成机制，著名且多样的例子包括星系尺度的活动星系核以及恒星尺度的微类星体。在某些特定场合下吸积过程会在这些天体中激发强度极强的相对论性喷流，这是一种喷射速度可接近光速的且方向性极强的高能等离子束。在对这些现象进行建立模型的过程中广义相对论都起到了关键作用，而实验观测也为支持黑洞的存在以及广义相对论做出的种种预言提供了有力证据。
黑洞也是引力波探测的重要目标之一：黑洞双星的合并过程可能会辐射出能够被地球上的探测器接收到的某些最强的引力波信号，并且在双星合并前的啁啾信号可以被当作一种“标准烛光”从而来推测合并时的距离，并进一步成为在大尺度上探测宇宙膨胀的一种手段。而恒星质量黑洞等小质量致密星体落入超大质量黑洞的这一过程所辐射的引力波能够直接并完整地还原超大质量黑洞周围的时空几何信息。

### 宇宙学

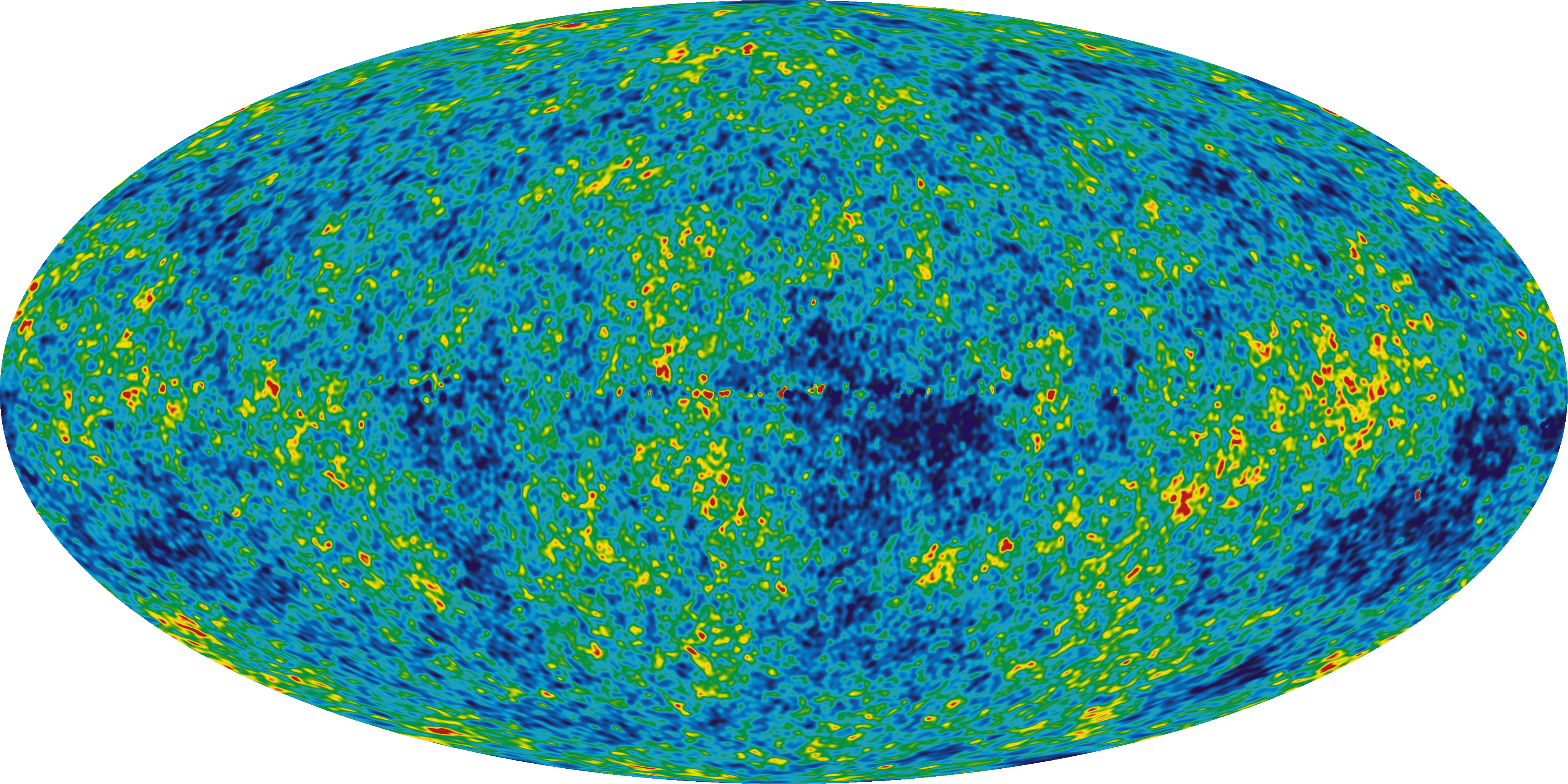
威尔金森微波各向异性探测器（WMAP）拍摄的全天微波背景辐射的温度涨落

现代的宇宙模型是基于带有宇宙常数的爱因斯坦场方程建立的，宇宙常数的值对大尺度的宇宙动力学有着重要影响。
{\displaystyle R_{ab}-{\textstyle 1 \over 2}R\,g_{ab}+\Lambda \ g_{ab}=\kappa \,T_{ab}}
这个爱因斯坦场方程的修改版本具有一个各向同性并均匀的解：弗里德曼-勒梅特-罗伯逊-沃尔克度规，在这个解的基础上，物理学家建立了从一百四十亿年前炽热的大爆炸中演化而来的宇宙模型。只要能够将这个模型中为数不多的几个参数（例如宇宙的物质平均密度）通过天文观测加以确定，人们就能从进一步得到的实验数据检验这个模型的正确性。这个模型的很多预言都是成功的，这包括太初核合成时期形成的化学元素初始丰度、宇宙的大尺度结构以及早期的宇宙温度在今天留下的“回音”：宇宙微波背景辐射。
从天文学观测得到的宇宙膨胀速率可以进一步估算出宇宙中存在的物质总量，不过有关宇宙中物质的本性还是一个有待解决的问题。现在估计宇宙中大约有90%以上的物质都属于暗物质，它们具有质量（即参与引力相互作用），但不参与电磁相互作用，即它们无法（通过电磁波）直接观测到。目前在已知的粒子物理或其他什么理论的框架中还没有办法对这种物质做出令人满意的描述。另外，对遥远的超新星红移的观测以及对宇宙微波背景辐射的测量显示，我们的宇宙的演化过程在很大程度上受宇宙常数值的影响，而正是宇宙常数的值决定了现在宇宙的加速膨胀。换句话说，宇宙的加速膨胀是由具有非通常意义下的状态方程的某种能量形式决定的，这种能量被称作暗能量，其本性也仍然不为所知。
在所谓暴胀模型中，宇宙曾在诞生的极早期（～10−33秒）经历了剧烈的加速膨胀过程。这个在于1980年代提出的假说是由于某些令人困惑并且用经典宇宙学无法解释的观测结果而提出的，例如宇宙微波背景辐射的高度各向同性，而现在对微波背景辐射各向异性的观测结果是支持暴胀模型的证据之一。然而，暴脹的可能的方式也是多样的，现今的观测还无法对此作出约束。一个更大的课题是关于极早期宇宙的物理学的，这涉及到发生在暴胀之前的、由经典宇宙学模型预言的大爆炸奇点。对此比较有权威性的意见是这个问题需要由一个完备的量子引力理论来解答，而这个理论至今还没有建立（参见下文量子引力）。

## 進階概念

### 因果结构和全域几何

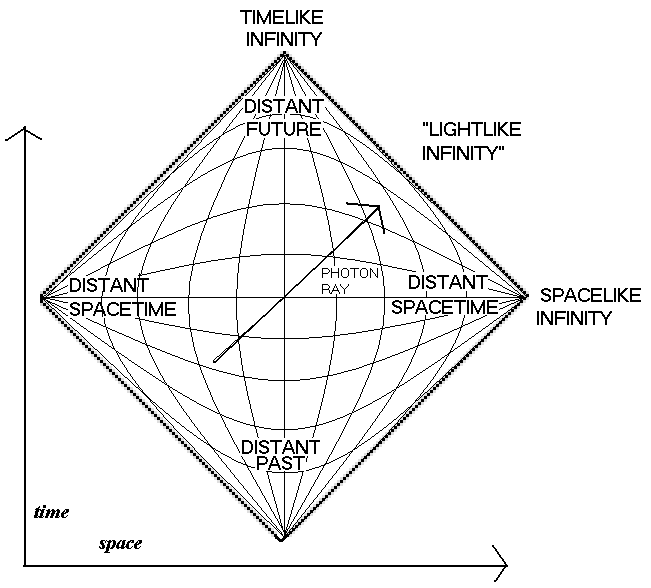
一个无限的静态闵可夫斯基宇宙的彭罗斯图

在广义相对论中没有任何有静止质量的物体能够追上或超过一束光脉冲，即是说发生于某一点的事件在光从那一点传播到空间中任意位置之前无法对位置产生影响。因此，一个时空中所有光的世界线（零性测地线）包含了有关这个时空的关键因果结构信息。描述这种因果结构的是彭罗斯-卡特图，在这种图中，无限大的空间区域和时间间隔，通过共形变换，被“收缩”（数学上称为紧化）在可被容纳的有限时空区域内，而光的世界线仍然和在闵可夫斯基图中一样用对角线表示。
彭罗斯和其他研究者注意到因果结构的重要性，从而发展了所谓全域几何。全域几何中研究的对象不再是爱因斯坦场方程的一个个特定解（或一族解），而是运用一些对所有测地线都成立的关系，如雷喬杜瑞方程，以及对物质本性的非特异性假设（通常用所谓能量条件的形式来表述）来推导普适性结论。

### 视界
在全域几何下可以证明有些时空中存在被称作视界的分界线，它们将时空中的一部分区域隔离起来。这样的最著名例子是黑洞：当质量被压缩到空间中的一块足够小的区域中后（相关长度为史瓦西半径），没有光子能从内部逸出。而由于任何有质量的粒子速度都无法超过光速，黑洞内部的物质也被封闭在视界内。不过，从视界之外到视界之内的通道依然是存在的，这表明黑洞的视界作为一种分界线并不是物理性质的屏障。
早期的黑洞研究主要依赖于求得爱因斯坦场方程的精确解，著名的解包括球对称的史瓦西解（用来描述静态黑洞）和反对称的克尔解（用来描述旋转定态黑洞，并由此引入了能层等有趣的属性）。而后来的研究通过全域几何揭示了更多的关于黑洞的普适性质：研究表明经过一段相当长的时间后黑洞都逐渐演化为一类相当简单的可用十一个参数来确定的星体，包括能量、动量、角动量、某一时刻的位置和所带电荷。这一性质可归纳为黑洞的唯一性定理：“黑洞没有毛发”，即黑洞没有像人类的不同发型那样的不同标记。例如，星体经过引力坍缩形成黑洞的过程非常复杂，但最终形成的黑洞的属性却相当简单。
更值得一提的是黑洞研究已经得到了一组制约黑洞行为的一般性定律，这被称作黑洞（热）力学，这些定律与热力学定律有很强的类比关系。例如根据黑洞力学的第二定律，一个黑洞的视界面积永不会自发地随着时间而减少，这类似于一个热力学系统的熵；这个定律也决定了通过经典方法（例如，彭罗斯过程）不可能从一个旋转黑洞中无限度地抽取能量。这些都强烈暗示了黑洞力学定律实际是热力学定律的一个子集，而黑洞的表面积和它的熵成正比。从这个假设可以进一步修正黑洞力学定律。例如，由于黑洞力学第二定律是热力学第二定律的一部分，则可知黑洞的表面积也有可能减小，只要有某种其它过程来保证系统的总熵是增加的。而热力学第三定律认为不存在温度为绝对零度的物体，可以进一步推知黑洞应该也存在热辐射；半经典理论计算表明它们确实存在有热辐射，在这个机制中黑洞的表面引力充当着普朗克黑体辐射定律中温度的角色，这种辐射称作霍金辐射（参见下文量子理论一节）。
广义相对论还预言了其他类型的视界模型：在一个膨胀宇宙中，观察者可能会发现过去的某些区域不能被观测（所谓“粒子视界”），而未来的某些区域不能被影响（事件视界）。即使是在平直的闵可夫斯基时空中，当观察者处于一个加速的参考系时也会存在视界，这些视界也会伴随有半经典理论中的盎鲁辐射。

### 奇点
广义相对论的另一个普遍却又令人困扰的特色问题是时空的分界线——奇点的出现。时空可以通过沿着类时和类光的测地线来探索，这些路径是光子及其他所有粒子在自由落体运动中的可能轨迹，但爱因斯坦场方程的某些解具有“粗糙的边缘”——这被称作时空奇点，这些奇点上类时或类光的测地线会突然中止，而对于这些奇点没有定义好的时空几何来描述。需要说明的是，“奇点”往往可能并不是一个“点”：那些场方程的解的“粗糙边缘”在既有坐标系下，不仅可能是一个“点”，还可以以其他几何形式出现（比如克尔黑洞的“奇环”等）。一般意义上的奇点是指曲率奇点，这是说在这些点上描述时空曲率的几何量，例如里奇张量为无限大（曲率奇点是相对所谓坐标奇点而言的，坐标奇点本质上不属于奇点的范畴：有些度规在某个特定坐标下会产生无穷大，但本质上这些点不具有奇性，在其他合适的坐标下是光滑的，也不会产生无穷大的曲率张量）。描述未来的奇点（世界线的终结）的著名例子包括永远静态的史瓦西黑洞内部的奇点，以及永远旋转的克尔黑洞内部的环状奇点。弗里德曼-勒梅特-罗伯逊-沃尔克度规，以及其他描述宇宙的时空几何都具有过去的奇点（世界线的开端），这被称作大爆炸奇点，而有些还具有未来的奇点（大挤压）。
考虑到这些模型都是高度对称从而被简化的，人们很容易去猜测奇点的出现是否只是理想状态下的不自然产物。然而著名的由全域几何证明的奇点定理指出，奇点是广义相对论的一个普遍特色结果，并且任何有质量的实体发生引力坍缩并达到一个特定阶段后都会形成奇点，而在一系列膨胀宇宙模型中也一样存在奇点。不过奇点定理的内容基本没有涉及到奇点的性质，这些关于确定奇点的一般结构（例如所谓BKL假说）的问题是当前相关研究的主要课题。另一方面，由于在对于物理规律的破坏方面而言，一个被包裹于视界之中的奇点被认为要好过一个“裸”的奇点，故而宇宙监督假说被提出，它认为所有未来的实际奇点（即没有完美对称性的具有实际性质的物体形成的奇点）都会被藏在视界之内，从而对外面对观察者不可见，即自然界憎恨裸奇点。尽管还没有实际证据证明这一点，有数值模拟的结果支持这一假说的正确性。

### 演化方程
每一个爱因斯坦场方程的解都是一个宇宙，这里的宇宙含义既包括了整个空间，也包括了过去与未来——它们并不单单是反映某些事物的“快照”，而是所描述的时空的完全写真。每一个解在其专属的特定宇宙中都能描述任意时间和任意位置的时空几何和物质状态。出于这个表征，爱因斯坦的理论看上去与其他大多数物理理论有所不同：大多数物理理论都需要指明一个物理系统的演化方程（例如量子力学中的埃伦费斯特定理），即如果一个物理系统在给定时刻的状态已知，其演化方程能够允许描述系统在过去和未来的状态。爱因斯坦理论中的引力场和其他场的更多区别还在于前者是自身相互作用的（是指它在没有其他场出现时仍然还是非线性的），并且不具有固定的背景结构（在宇宙尺度上会发生演化）。
为了更好地理解爱因斯坦场方程这个与时间有关的偏微分方程，可以将它写成某种能够描述宇宙随时间演化的形式。这种形式被称作“3+1”分解，其中时空被分为三维空间和一维时间。最著名的形式叫做ADM形式，在这种分解下广义相对论的时空演化方程具有良好的性质：在适当的初始条件给定的情形下方程有解并且是唯一的。场方程的“3+1”分解形式是数值相对论的研究基础。

### 全域和准局域量
演化方程的观念与广义相对论性物理中的另一个方面紧密联系：在爱因斯坦的理论中，一个系统的总质量（或能量）这个看似简单的概念无法找到一种普遍性的定义。其原因在于，引力场原则上并不像其他的场那样具有可以局域化的能量。
尽管如此，试图通过其他途径来定义一个系统的总质量还是可能的，在经典物理中，质量（或能量）的定义可以来自时间平移不变性的守恒量，或是通过系统的哈密顿形式。在广义相对论中，从这两种途径出发可以分别得到如下质量的定义：
- 柯玛质量[155]：从类时的Killing矢量出发通过柯玛积分得到的在时间平移不变性下的守恒量，表现为一个静态时空的总能量；
- ADM质量[156]：在一个渐近平直时空中建立广义相对论的哈密顿形式，从中定义系统的总能量。

思考一个系统的总质量中被引力波携带至无限远处的能量，如果不將這能量納入計算，得到的结果叫做零性无限远处的邦迪质量。这些定义而来的质量被舍恩和丘成桐的正质量定理证明是正值，而动量和角动量也具有全域的相应定义。在这方面的研究中还有很多试图建立所谓准局域量的尝试，例如仅通过一个孤立系统所在的有限空间区域中包含的物理量来构造这个孤立系统的质量。这类尝试寄希望于能够找到一个更好地描述孤立系统的量化方式，例如环假说的某种更精确的形式。

## 和量子理论的关系
如果認定广义相对论是现代物理学的两大支柱之一，那么量子理论作为我们借此了解基本粒子以及凝聚态物理的基础理论就是现代物理的另一支柱。然而，如何将量子理论中的概念应用到广义相对论的框架中仍然是一个未能解决的问题。

### 弯曲时空中的量子场论
作为现代物理中粒子物理学的基础，通常意义上的量子场论是建立在平直的闵可夫斯基时空中的，这对于处在像地球这样的弱引力场中的微观粒子的描述而言是一个非常好的近似。而在某些情形中，引力场的强度足以影响到其中的量子化的物质，但不足以要求引力场本身也被量子化，为此物理学家发展了弯曲时空中的量子场论。这些理论借助于经典的广义相对论来描述弯曲的背景时空，并定义了广义化的弯曲时空中的量子场理论。通过这种理论，可以证明黑洞也在通过黑体辐射释放出粒子，这即是霍金辐射，并有可能通过这种机制导致黑洞最终蒸发。如前文所述，霍金辐射在黑洞热力学的研究中起到了关键作用。

### 量子引力
物质的量子化描述和时空的几何化描述之间彼此不具有相容性，以及广义相对论中时空曲率无限大（意味着其结构成为微观尺度）的奇点的出现，这些都要求着一个完整的量子引力理论的建立。这个理论需要能够对黑洞内部以及极早期宇宙的情形做出充分的描述，而其中的引力和相关的时空几何需要用量子化的语言来叙述。尽管物理学家为此做出了很多努力，并有多个有潜质的候选理论已经发展起来，至今人类还没能得到一个称得上完整并自洽的量子引力理论。

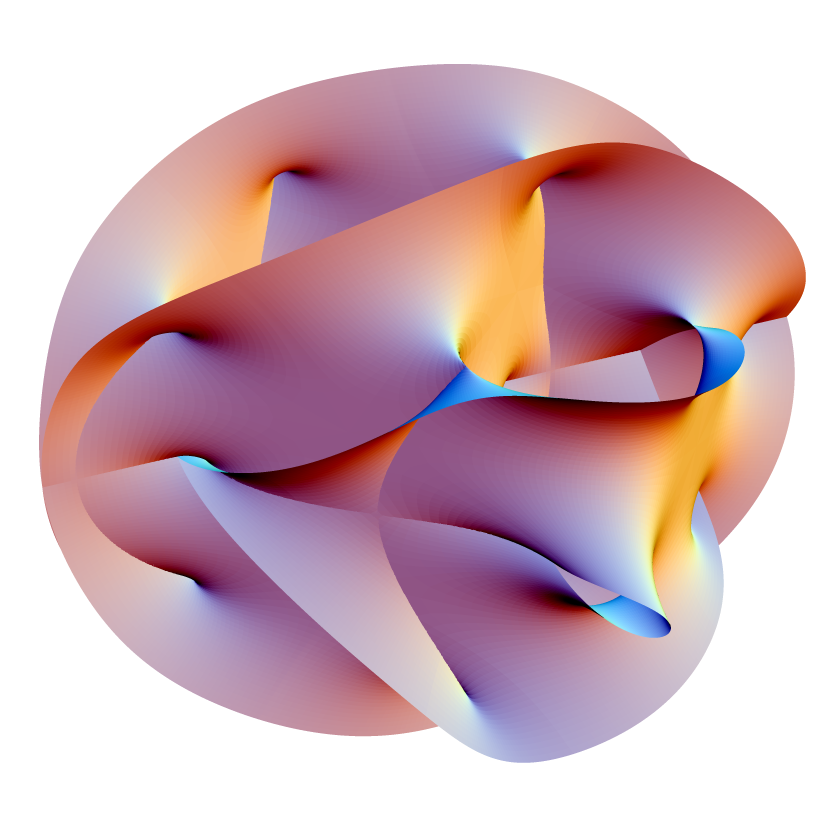
一个卡拉比-丘流形的投影，由弦论所提出的紧化额外维度的一种方法

量子场论作为粒子物理的基础已经能够描述除引力外的其余三种基本相互作用，但试图将引力概括到量子场论的框架中的尝试却遇到了严重的问题。在低能区域这种尝试取得了成功，其结果是一个被接受的描述引力的有效（量子）场理论，但在高能区域得到的模型是发散（且不可重整化）的。

圈量子引力中的一个简单自旋网络

试图克服这些限制的尝试性理论之一是弦论，在这种量子理论中研究的最基本单位不再是点状粒子，而是一维的弦。弦论有可能成为能够描述所有粒子和包括引力在内的基本相互作用的大统一理论，其代价是导致了在三维空间的基础上生成六维的额外维度等反常特性。在所谓第二次超弦革命中，人们猜测超弦理论以及广义相对论与超对称的统一，超引力，能够构成一种十一维模型，M理论，的一部分。科学家认为这种模型能够成为具有唯一性定义且自洽的量子引力理论的基础。
另外一种尝试来自于量子理论中的正则量子化方法。应用广义相对论的初值形式（参见上文演化方程一节），其结果是惠勒-得卫特方程（其作用类似于薛定谔方程）。虽然这个方程在一般情形下定义并不完备，但在所谓阿西特卡变量的引入下，从这个方程能够得到一个很有前途的模型：圈量子引力。在这个理论中空间是一种被称作自旋网络的网状结构，并在离散的时间中演化。
取决于广义相对论和量子理论中的哪些性质可以被接受保留，并在什么能量量级上需要引入变化，对量子引力的尝试理论还有很多，例如动力三角剖分、因果组合、扭量理论以及基于路径积分的量子宇宙学模型。
所有这些尝试性候选理论都仍有形式上和概念上的主要问题需要解决，而且它们都在面临一个共同的问题，即至今还没有办法从实验上验证量子引力理论的预言，进而无法通过多个理论之间某些预言的不同来判别其正确性。在这个意义上，量子引力的实验观测还需要寄希望于未来的宇宙学观测以及相关的粒子物理实验逐渐成为可能。

## 当前进展
在引力和宇宙学的研究中，广义相对论已经成为了一个高度成功的模型，并且到目前为止能够在不另加特例假设条件下，得到许多实验的验证。然而即便如此，仍然有证据显示这个理论并不完備：对量子引力的寻求以及时空奇点的现实性问题依然有待解决；实验观测得到的支持暗物质和暗能量存在的数据结果意味着對於建立新物理学的渴求。不过，广义相对论之中仍然充满了值得深度探索的可能性：数学相对论学家正在寻求理解奇点的本性，以及爱因斯坦场方程的基本属性；更具功能的電腦正在进行黑洞合并等更多的数值模拟；於2015年9月14日第一次直接观测到引力波之後 , 後續的競赛與發展應用也正在持續中，人类希望借此能够在比至今能达到的强得多的引力场中创造更多检验这个理论的正确性的机会。在爱因斯坦发表他的理论一百年之后，广义相对论依然是一个高度活跃的研究领域。